# Participation forfaitaire

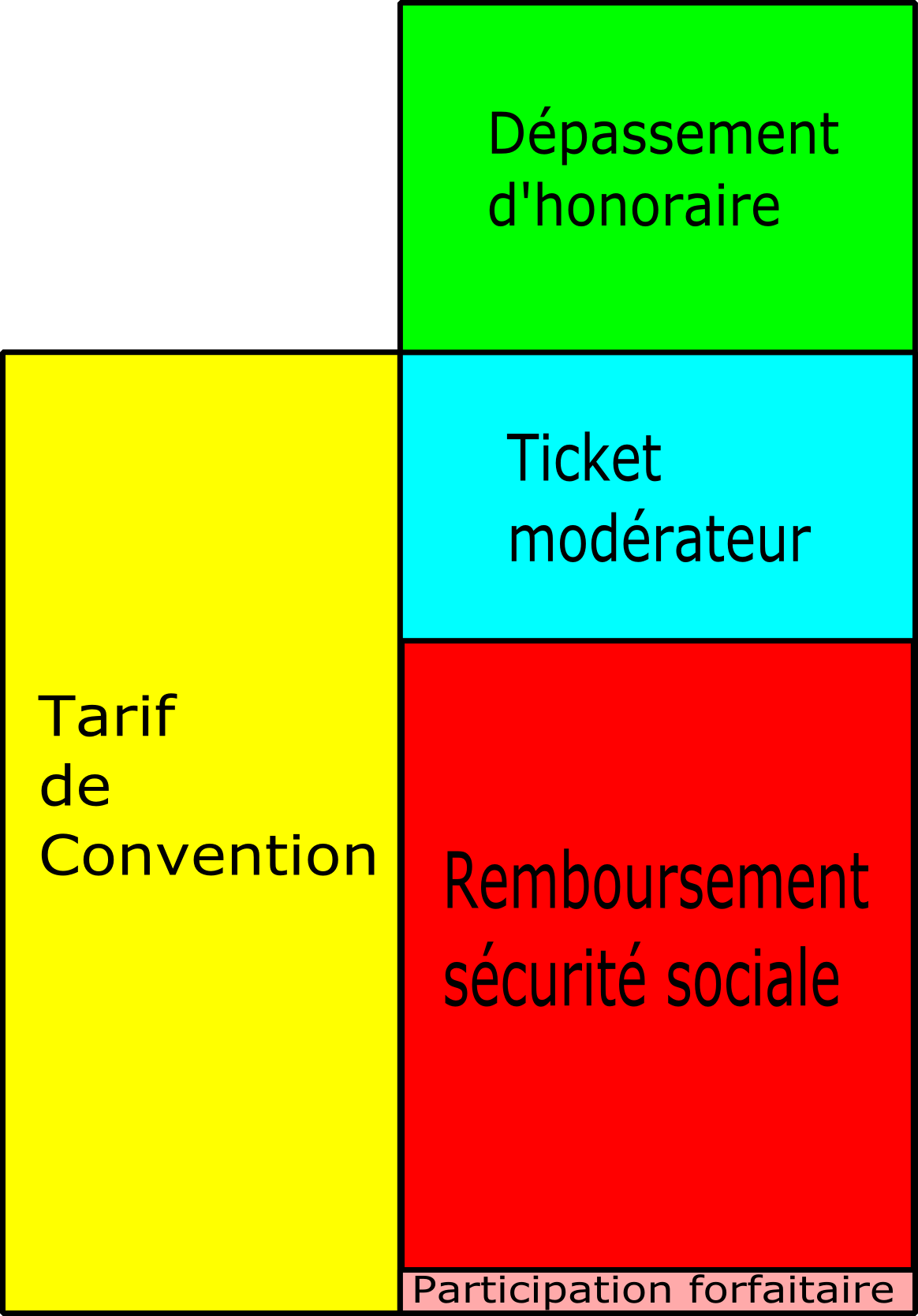
Remboursement des frais de santé

La participation forfaitaire a été instituée à compter du 1er janvier 2005 au sein de la branche maladie de la Sécurité sociale, en France. Son montant initial est de 1 € mais est passé à 2 € le 15 mai 2024.
Elle reste à la charge des assurés sociaux (sauf exceptions) à chaque consultation et acte médical (médecin généraliste ou spécialiste) et à chaque examen de radiographie ou de biologie.
Elle est annuellement plafonnée à 50 € comme les franchises médicales.
Elle n'est généralement pas remboursée par les assurances complémentaires notamment avec les mutuelles. Dans le cas où elle serait prise en charge par le contrat d'assurance l'exonération de certaines taxes serait perdue.

## Déplafonnement
Depuis le 3 août 2007, le plafond de 1 € par jour a été porté à 4 € par jour, c'est-à-dire qu'au maximum 4 actes médicaux donneront lieu à l'application de la participation forfaitaire de 1 €.
En matière d'examen de radiologie ou de biologie, c'est le nombre d'actes de recherche qui est pris en compte. À titre d'exemple un prélèvement sanguin prescrit par un médecin pour la recherche de transaminases et de plaquettes donne lieu à 2 actes de recherche, un pour les transaminases, l'autre pour les plaquettes. De ce fait, la participation forfaitaire dans cet exemple est de 2 €. Pour des examens sanguins courants, on atteint rapidement le plafond journalier de 4 €.
De même, si le médecin au cours de la consultation dans son cabinet pratique un acte médical (comme enlever une verrue au laser par exemple), il y aura 2 actes (la consultation et l'intervention de chirurgie), et la participation forfaitaire sera de 2 €.

## Exceptions
Ne sont pas concernés par la participation forfaitaire :
- les moins de 18 ans,
- les femmes enceintes entre le 6e mois et 12 jours après l'accouchement,
- les bénéficiaires de la CMU, de l'aide médicale d'État et de l'ACS,
- les actes des chirurgiens-dentistes,
- les soins des sages-femmes,
- les soins des auxiliaires médicaux (infirmières, masseurs, kinésithérapeutes, orthophonistes, orthoptistes),
- dans le cas d'une hospitalisation,
- les lunettes.

Depuis quelques années la SECU retient 0€50 par séance de kinésithérapie.